# Urophycis
Urophycis – rodzaj morskich ryb z rodziny dorszowatych (Gadidae). Są blisko spokrewnione z gatunkami z rodzaju Phycis. Kilka gatunków ma znaczenie gospodarcze.

## Zasięg występowania
Północno-wschodni Ocean Atlantycki i Morze Śródziemne.

## Cechy charakterystyczne
Szczątkowy wąsik podbródkowy. Płetwy brzuszne przekształcone w narząd dotyku.

## Klasyfikacja
Gatunki zaliczane do tego rodzaju:
- Urophycis brasiliensis – widlak brazylijski[3]
- Urophycis chuss – widlak czerwony[4], miętus czerwony[4]
- Urophycis cirrata
- Urophycis earllii
- Urophycis floridana
- Urophycis mystacea
- Urophycis regia – widlak plamisty[4]
- Urophycis tenuis – widlak bostoński[4]

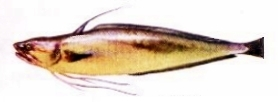
Urophycis brasiliensis
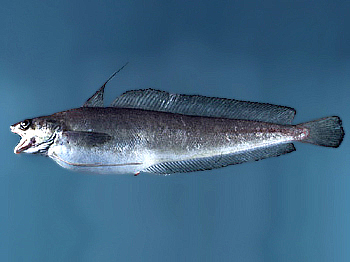
Urophycis chuss
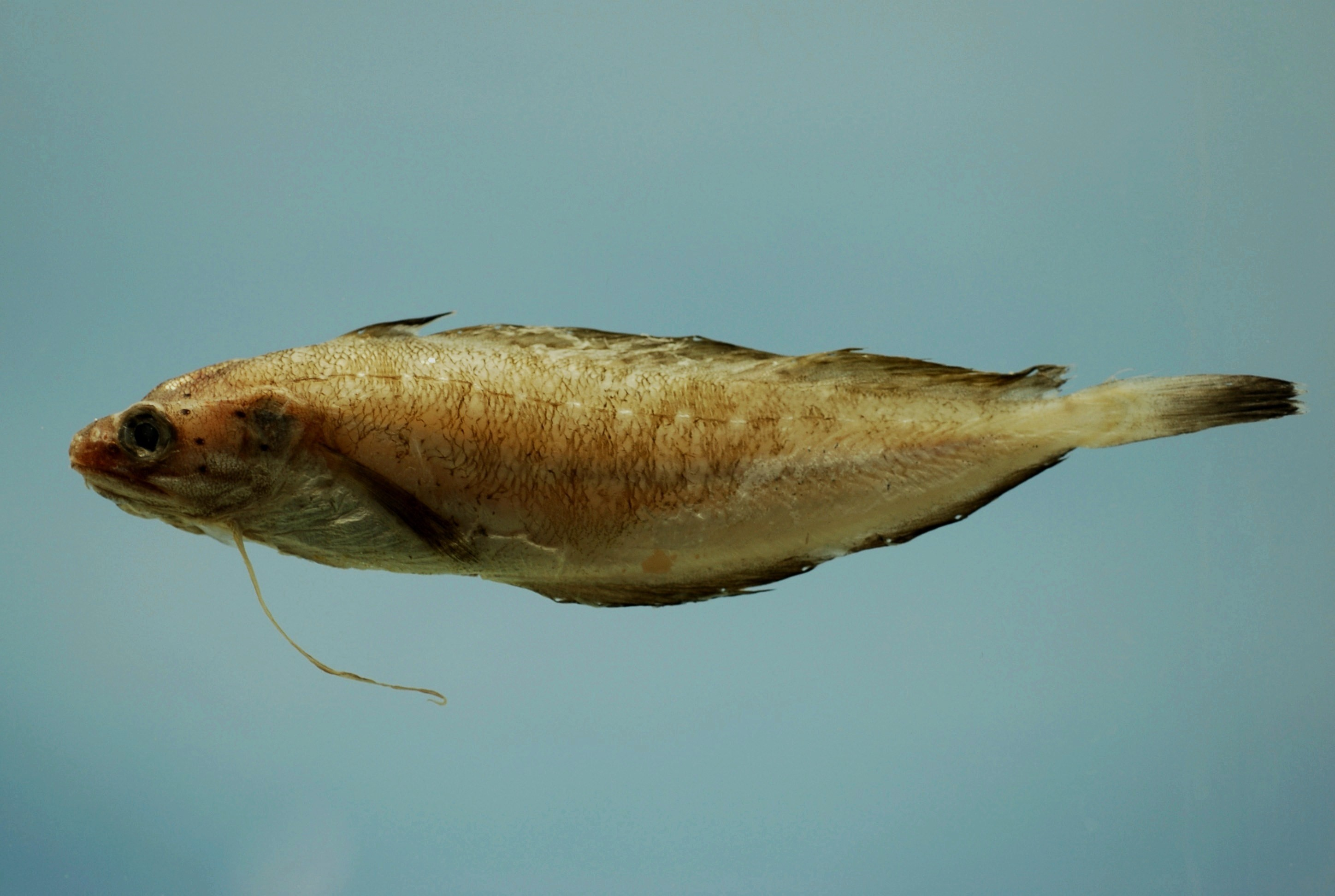
Urophycis floridana
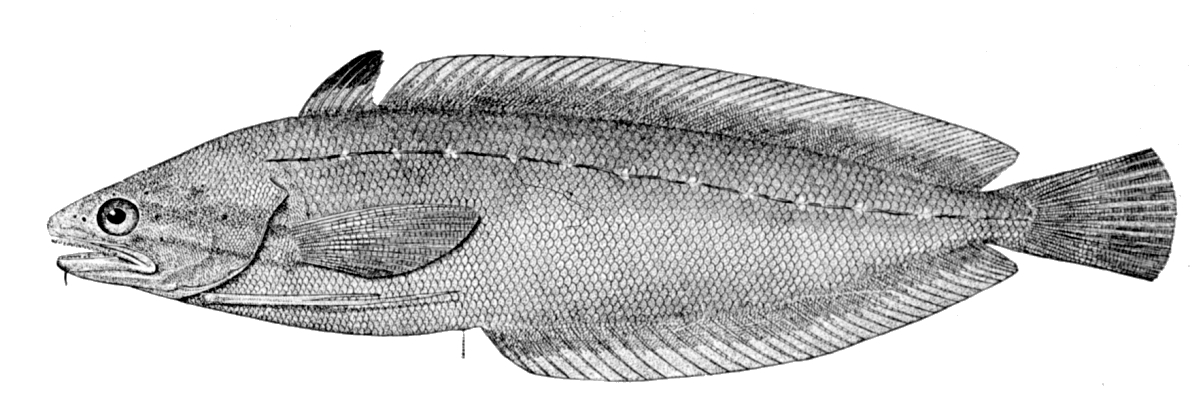
Urophycis regia
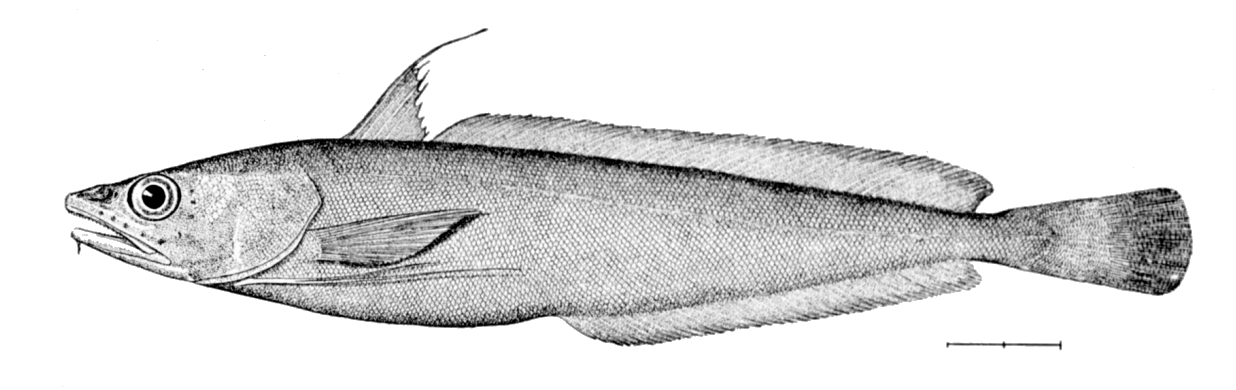
Urophycis tenuis